# Téléphérique du Bettex-Mont d'Arbois
Ne doit pas être confondu avec Télécabine du Bettex-Mont d'Arbois ou Télécabine du Mont d'Arbois.
Le téléphérique du Bettex-Mont d'Arbois est un ancien téléphérique de France situé dans les Alpes, en Haute-Savoie. Ouvert en 1937 dans le prolongement du téléphérique Saint-Gervais-Le Bettex ouvert un an plus tôt, il est doublé en 1971 par la télécabine du Bettex-Mont d'Arbois ; en 1989, la télécabine est reconstruite en remplaçant ainsi les deux premières remontées. Toutes ces remontées mécaniques relient le hameau du Bettex au sommet du mont d'Arbois. En aval, elles sont en correspondance avec le téléphérique Saint-Gervais-Le Bettex construit en 1937 qui part du hameau du Neyret situé non loin du bourg de Saint-Gervais-les-Bains.

## Histoire
Au début du XXe siècle, Saint-Gervais-les-Bains — alors station thermale depuis un siècle — développe une activité de sports d'hiver avec ses premières remontées mécaniques construites dans l'entre-deux-guerres. Le domaine skiable naissant s'étend alors rapidement en direction du sommet du mont d'Arbois qui est également rejoint par les remontées mécaniques de Megève qui se développe à la même époque sur l'autre versant de la montagne. Ainsi, le téléphérique Saint-Gervais-Le Bettex est ouvert en 1936 entre le hameau du Neyret — proche du bourg de Saint-Gervais-les-Bains — et le hameau du Bettex situé à mi-pente et le téléphérique du Bettex-Mont d'Arbois est ouvert l'année suivante entre le Bettex et le sommet du mont d'Arbois ; ces deux remontées mécaniques constituent l'épine dorsale du domaine skiable qui s'étend de part et d'autre,,.
Construit dans les années 1930, le téléphérique du Bettex-Mont d'Arbois qui utilise les techniques d'avant-guerre en matière de remontées mécaniques se retrouve sous-dimensionné au fur et à mesure de la popularisation des sports d'hiver dans la seconde moitié du XXe siècle. La société d'exploitation de la station le double alors en construisant une première version de la télécabine du Bettex-Mont d'Arbois en 1971 ; ces deux remontées fonctionnent alors conjointement,. Cependant, la saturation de ces deux remontées contraint la société d'exploitation à investir à nouveau en remplaçant ceux deux appareils par une unique remontée, l'actuelle version de la télécabine qui entre en service en 1989 sur le même tracé que le téléphérique,,.